# Mathisleweiher
Der Mathisleweiher ist ein knapp 2 ha großer Moorsee im Schwarzwald. Er liegt im Hochschwarzwald zwischen Feldberg im Westen und dem Titisee im Osten im Gebiet der Gemeinde Hinterzarten auf etwa 999 m ü. NN südwestlich des Hauptortes im Naturschutzgebiet Eschengrundmoos. Der Weiher wird von Westsüdwest nach Ostnordost vom Zartenbach durchflossen, der am Osthang der Ramselehöhe (1112 m ü. NN) auf etwa 1055 m ü. NN entspringt, von rechts aus dem geschützten Moor den Eschengrundmoosbach aufnimmt und  bei seinem gleich folgenden Eintritt in den See erst etwas unter einen Kilometer lang ist. Ein kürzerer Bach läuft von Norden aus dem Stuckwald zu. Zum Fischbestand des Mathisleweihers gehören Döbel, Karpfen, Forellen, Hechte, Rotaugen, Schleie und die selten gewordenen Elritzen.
Der See ist von Hinterzarten her nur zu Fuß erreichbar. Ein von dort her jeweils etwas nördlich und etwas südlich den See passierender Wanderweg sind über eine Spange verbunden, die das Ostufer berührt. Vor allem im Sommer wird der Mathisleweiher von zahlreichen Besuchern aufgesucht. Im 2020 veröffentlichten Managementplan für das FFH-Gebiet „Hochschwarzwald um Hinterzarten“ wird deshalb festgestellt, dass Maßnahmen zur Besucherlenkung am See getroffen werden sollten. Vorgesehen ist die Erstellung eines Konzepts zur Bündelung des Besucherdrucks auf das Ostufer. Dazu sollen Maßnahmen wie Absperrungen etc. geprüft werden. Zusätzliche Beschilderungen und die Information der Öffentlichkeit werden als erforderlich gesehen. Im Winter kommen manchmal Menschen zum Eisschwimmen an den zugefrorenen See.
Zusammen mit Mathislehof, Mathislemühle und Mathislewald gehört der Weiher der Müller-Fahnenberg-Stiftung der Universität Freiburg. Die Flächen um den Mathislehof werden seit Jahrhunderten landwirtschaftlich genutzt; seit 2001 werden die Wiesen und Weiden von der Wälder GbR biodynamisch bewirtschaftet.

## Entstehung des Namens
Der Mathisleweiher ist nach dem nahegelegenen Mathislehof benannt, dieser wiederum nach Mathias Benitz, der den Hof von 1702–1742 besessen hat (auch sein Großvater Mathis Benitz war bereits von 1615 bis 1624 dort Bauer gewesen).

### LUBW
Amtliche Online-Gewässerkarte mit passendem Ausschnitt und den hier benutzten Layern: Karte von Mathisleweiher und Umgebung

Allgemeiner Einstieg ohne Voreinstellungen und Layer: Daten- und Kartendienst der Landesanstalt für Umwelt Baden-Württemberg (LUBW) (Hinweise)
1. 1 2  Höhe nach schwarzer Beschriftung auf dem Hintergrundlayer Topographische Karte.
2. ↑  Seefläche nach dem Layer Stehende Gewässer.
3. 1 2  Länge und Breite abgemessen auf dem Hintergrundlayer Topographische Karte.
4. ↑  Einzugsgebiet abgemessen auf dem Hintergrundlayer Topographische Karte.
5. ↑  Höhe nach dem Höhenlinienbild auf dem Hintergrundlayer Topographische Karte.

### Sonstige Einzelnachweise
1. ↑  Günther Reichelt: Geographische Landesaufnahme: Die naturräumlichen Einheiten auf Blatt 185 Freiburg i. Br. Bundesanstalt für Landeskunde, Bad Godesberg 1964. → Online-Karte (PDF; 3,7 MB)
2. ↑  Digitale Topographische Karte 1:10000 (DTK 10), Landesamt für Geoinformation und Landentwicklung Baden-Württemberg. URL: https://www.geoportal-bw.de/
3. 1 2 3 4  Hans-Joachim Elster: Untersuchungen über den limnochemischen Stoffwechsel der Hochschwarzwaldseen. In: Berichte der Naturforschenden Gesellschaft zu Freiburg im Breisgau. Band 51, 1961, S. 149–208, hier: S. 151, 202 (zobodat.at [PDF]).
4. ↑  Verordnung des Regierungspräsidiums Freiburg als höhere Naturschutzbehörde über das Naturschutzgebiet »Eschengrundmoos« vom 4. Dezember 1984 (GBl. vom 28. Dezember 1984, S. 705). Online: https://www2.lubw.baden-wuerttemberg.de/public/abt2/dokablage/oac_12/vo/3/3140.htm
5. ↑  Anke Simon, Albert Reif: Der Mathislewald in Hinterzarten: Stiftungswald der Universität Freiburg; Bericht über wissenschaftliche Untersuchungen. In: Berichte Freiburger forstliche Forschung. Forstwiss. Fak. Freiburg, Waldbau-Inst., Freiburg 1998, OCLC 313039905, S. 56 f.
6. ↑  Regierungspräsidium Freiburg (Hrsg.): Managementplan für das FFH-Gebiet 8114-341 „Hochschwarzwald um Hinterzarten“. Freiburg 1. Februar 2020, S. 109 f. (online [PDF]).
7. ↑  Kristin Haub: Eisschwimmen bei Hinterzarten. Fernsehbeitrag der Serie "Wintermenschen". In: SWR Landesschau. Südwestrundfunk, 18. Februar 2021, archiviert vom Original am 24. Februar 2021; abgerufen am 5. Januar 2022.
8. ↑  Müller-Fahnenberg-Stiftung. In: Stifter und Stiftungen der Albert-Ludwigs-Universität. Albert-Ludwigs-Universität Freiburg, abgerufen am 5. Januar 2022.
9. ↑  Till Bause, Albert Reif: Das biologisch bewirtschaftete Grünland des Mathislehofs bei Hinterzarten, Südschwarzwald: Vegetation, Bewirtschaftungsintensität und monetäre Bewertung. In: Mitteilungen des Badischen Landesvereins für Naturkunde und Naturschutz, N.F. Band 22, Nr. 2, 11. November 2017, ISSN 0067-2858, S. 167–211, hier S. 173f., doi:10.6094/UNIFR/174594.
10. ↑  Ekkehard Liehl: Geschichte der Hinterzartener Hofgüter (= Hinterzartener Schriften. Band 2,1). Stadler, Konstanz 1997, ISBN 3-7977-0394-5, S. 315, 318 f.